# Fairview (Montana)
Fairview es un pueblo ubicado en el condado de Richland en el estado estadounidense de Montana. En el Censo de 2010 tenía una población de 840 habitantes y una densidad poblacional de 334,7 personas por km².

## Geografía
Fairview se encuentra ubicado en las coordenadas 47°51′4″N 104°3′3″O / 47.85111, -104.05083. Según la Oficina del Censo de los Estados Unidos, Fairview tiene una superficie total de 2.51 km², de la cual 2.51 km² corresponden a tierra firme y (0%) 0 km² es agua.

## Demografía
Según el censo de 2010, había 840 personas residiendo en Fairview. La densidad de población era de 334,7 hab./km². De los 840 habitantes, Fairview estaba compuesto por el 95.48% blancos, el 0.24% eran afroamericanos, el 1.67% eran amerindios, el 0% eran asiáticos, el 0% eran isleños del Pacífico, el 1.43% eran de otras razas y el 1.19% pertenecían a dos o más razas. Del total de la población el 3.33% eran hispanos o latinos de cualquier raza.